# Pierre Gallo
Stig Pierre Antonio Gallo, född 24 januari 1975, är en svensk fotbollstränare och före detta fotbollsspelare (mittfältare). 
Gallo har spelat allsvenskt för AIK och Djurgården och varit proffs i norska Tippeligaen (dit han gick från Djurgården som bosmanfall). Mellan 2007 och 2010 spelade Gallo för Sirius i Superettan och division 1 norra. Han avslutade spelarkarriären i IK Frej i division 1. 
Efter avslutad spelarkarriär har Gallo verkat som assisterade tränare, först i Frej och därefter i IF Brommapojkarna i Superettan och i Vasalunds IF i division 1. 2017 var Gallo huvudansvarig tränare i Karlbergs BK i division 2. 2018 blev han istället tränare i AIK Fotboll Damer. Januari 2019 lämnade Gallo AIK och blev ledare i pojkakademin inom Hammarby Fotboll.

## Meriter
- Svenska Cupen: 2 guld (1996, 1997)
- Landskamper: 7 U21, 10 J.

## Säsongsfacit
- 2010: ?
- 2010: ?
- 2009: 26 / 4
- 2008: 27 / 1
- 2007: 22 / 1
- 2006: 20 / 3
- 2005: 11 / 1
- 2004: 13 / 0
- 2003: 23 / 5
- 2002: 25 / 7
- 2001: 21 / 3
- 2000: 25 / 10
- 1999: 21 / 1
- 1998: 22 / 5
- 1997: 16 / 2
- 1996: 20 / 3
- 1995: 8 / 0
- 1994: 15 / 0
- 1993: 5 / 0
- 1992: 1 / 0 (debuterade 16 augusti)